# Emmentaler
Emmentaler er en fast ost, der stammer fra Emmental i Kanton Bern i Schweiz. Osten fremstilles af komælk, er medium-hård og kendes på sine store huller. Smagen er pikant og nøddeagtig uden at være direkte stærk. Emmentalerost modnes 2-14 måneder og har mindst 45% fedtindhold.
Navnet emmentaler er ikke beskyttet, hvorfor der i dag produceres oste af emmentalertypen i næsten alle osteproducerende lande. Danske emmentalere er samsø- og svenbo-ostene.